# Беки (некрополь)
Беки (каз. Бекі) — некрополь XIII—XX веков в Мангистауском районе Мангистауской области Казахстана. Располагается в 25 км к югу от посёлка Шетпе, рядом с селом Беки. В 1982 году некрополь Беки был включён в список памятников истории и культуры Казахской ССР республиканского значения и взят под охрану государства.
Некрополь содержит 3 купольных мавзолея, 12 саганатамов, 2 сандыктаса и более 100 небольших надгробий разных типов (кулпытасы, койтасы, уштасы, торттасы, бестасы и др.). Большое архитектурно-художественное значение имеют расположенные в центре кладбища 2-купольный мавзолей (XIX—XX века) и 2-купольный саганатам (XX век).